# Skoki do wody na Letnich Igrzyskach Olimpijskich 1920 – skoki standardowe z wieży mężczyzn
Skoki standardowe z wieży mężczyzn były jedną z konkurencji w skokach do wody na Letnich Igrzyskach Olimpijskich 1920. Zawody odbyły się w dniach 22-25 sierpnia. W zawodach uczestniczyło 22 zawodników z 11 państw.

## Wyniki

### Runda 1
Trzech zawodników z najmniejszą liczbą punktów z każdej grupy awansowało do finału.
Grupa 1
| Miejsce | Zawodnik             | Punkty | Wynik |
| ------- | -------------------- | ------ | ----- |
| 1       | Nils Skoglund        | 10     | 153,0 |
| 2       | Herold Jansson       | 13     | 152,0 |
| 3       | Fernand Sauvage      | 17     | 145,5 |
| 4       | Albert Dickin        | 17     | 140,5 |
| 5       | Sigvard Andersen     | 21     | 139,0 |
| 6       | Richard Beauchamp    | 23     | 135,0 |
| 7       | Guglielmo De Sanctis | 33     | 98,0  |

Grupa 2
| Miejsce | Zawodnik         | Punkty | Wynik |
| ------- | ---------------- | ------ | ----- |
| 1       | Arvid Wallman    | 8      | 175,5 |
| 2       | Erik Adlerz      | 11     | 177,0 |
| 3       | Adolfo Wellisch  | 14     | 162,0 |
| 4       | Kalle Kainuvaara | 15     | 160,0 |
| 5       | Clyde Swendsen   | 25     | 148,0 |
| 6       | Frank Mullen     | 27     | 144,0 |
| 7       | Richard Flint    | 34     | 126,0 |
| 8       | Masayoshi Uchida | 40     | 94,0  |

Grupa 3
| Miejsce | Zawodnik        | Punkty | Wynik |
| ------- | --------------- | ------ | ----- |
| 1       | John Jansson    | 8      | 171,5 |
| 2       | Harold Clarke   | 10     | 164,5 |
| 3       | Yrjö Valkama    | 14     | 157,0 |
| 4       | Harry Prieste   | 18     | 149,5 |
| 5       | Svend Sørensen  | 27     | 137,0 |
| 6       | Bernhard Dahl   | 28     | 136,5 |
| 7       | Raymond Desonay | 35     | 129,0 |

### Finał
| Miejsce | Zawodnik        | Punkty | Wynik |
| ------- | --------------- | ------ | ----- |
| 1       | Arvid Wallman   | 7      | 183,5 |
| 2       | Nils Skoglund   | 8      | 183,0 |
| 3       | John Jansson    | 16     | 175,0 |
| 4       | Erik Adlerz     | 19     | 173,0 |
| 5       | Yrjö Valkama    | 23     | 167,5 |
| 6       | Herold Jansson  | 27     | 159,0 |
| 7       | Fernand Sauvage | 34     | 148,5 |
| 8       | Adolfo Wellisch | 37     | 153,0 |
| 9       | Harold Clarke   | 40     | 142,0 |